# Hasan Bagheri
Gholamhosayn Afshordi, en persan : غلامحسين افشردي, connu sous le nom de Hasan Bagheri, né le 25 février 1956 à Téhéran et mort le 29 janvier 1983 à Fakkeh, est un jeune commandant de la guerre Iran-Irak.

## Biographie
Il est né le 25 février 1956 à Téhéran. Il assiste aux cours de Mohammad Beheshti pendant ses études, en plus de participer à des activités religieuses.

### Avant la révolution islamique
En 1975, il est accepté à l'université d'Ourmia dans la filière élevage. Après un an et demi, il est expulsé par la SAVAK en raison de ses activités religieuses. En 1977, il se lance dans la politique contre le régime de Mohammad Reza Pahlavi.

### Après la révolution islamique
Apres la révolution islamique, il travaille au Comité de la Révolution iranienne ainsi que pour d'autres institutions jusqu'en juin 1980. En 1980, il écrit des articles culturels et politiques dans le journal Jomhuri-ye eslâmi. La même année, à la suite de l'invitation du mouvement Amal, il voyage au Liban et en Jordanie en tant que journaliste. Au cours de ce voyage, il fait l'analyse de la situation chaotique des musulmans dans la région. Au début de 1981, il est engagé dans le Corps des Gardiens de la révolution islamique iranienne. Il se choisit le pseudonyme de Hassan Bagheri.

### Pendant la guerre
Il joue un rôle important dans l'Opération Ramadan, en tant que commandant adjoint de la Force terrestre du Corps des Gardiens de la révolution islamique, ainsi que dans l'Opération Beit ol-Moqaddas, la libération de Khorramshahr et l'Opération Victoire Indéniable.
Il se lance dans le renseignement : récolte d'informations, de cartes opérationnelles et d'enregistrements vocaux.[Quand ?]

### Décès
Le 29 janvier 1983, Majid Baghaei et lui sont tués par une explosion de mortier. Il est enterré dans le cimetière Behesht-e Zahra à Téhéran.